# Глебова, Жанна Ивановна
Жанна Ивановна Глебова (род. 19 декабря 1950) — советская певица (сопрано), актриса оперетты, театра и кино. Заслуженная артистка Латвийской ССР (1976).

## Биография
Родилась в Донецке (Сталино), УССР. Училась в Киевской консерватории. Затем работала в киевском Академическом театре драмы имени Франко.
Вышла замуж за Ефима Хромова. Переехала с мужем в Ригу.
В 1981 году снялась в главной роли в кинофильме «Сильва», поставленном по оперетте Имре Кальмана режиссёром Яном Фридом.
Была ведущей солисткой Рижского театра оперетты. Сыграла главные роли в спектаклях «Сестра Керри», «Тогда в Севилье», «Человек из Ламанчи», «Моя прекрасная леди».
В 1990 году переехала из Риги в Реховот, Израиль.

## Творчество

### Роли в театре

#### Рижский театр оперетты
- «Проделки Ханумы» Гия Канчели — Сона
- 1976 — «Сильва» Имре Кальмана — Сильва Вареску, певица варьете «Орфеум»
- 1976 — «Тогда в Севилье» С.Алёшина — Дон Жуан

### Фильмография
- 1978 — Открытая страна — Ирина Борисовна
- 1979 — За стеклянной дверью — Аусма
- 1981 — Сильва — Сильва